# Eryngium bupleuroides
Eryngium bupleuroides là một loài thực vật có hoa trong họ Hoa tán. Loài này được Hook. & Arn. mô tả khoa học đầu tiên năm 1833.